# Tjerk Bottema

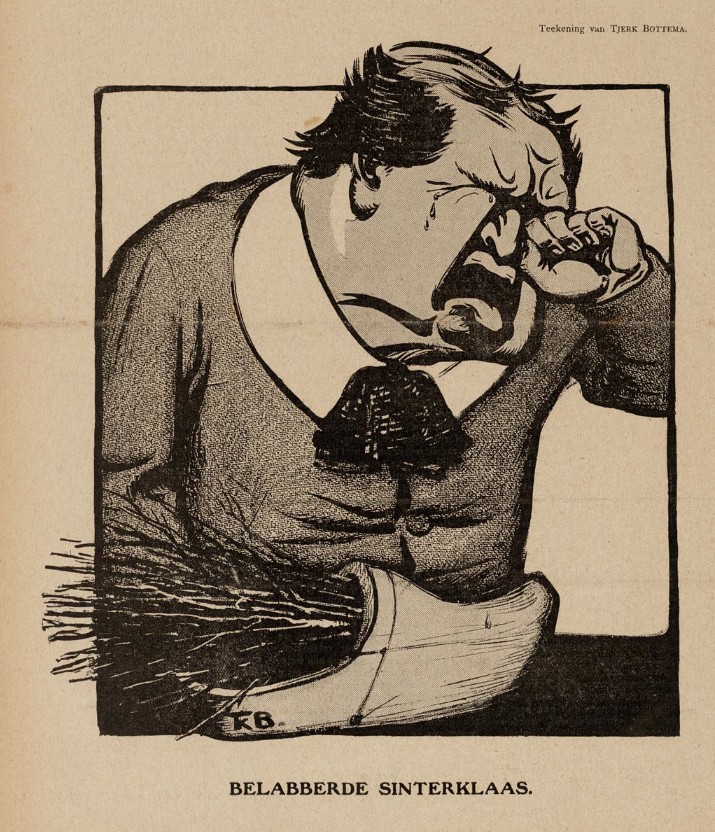
Spotprent van Abraham Kuyper Belabberde Sinterklaas (5 december 1909)

Tjerk Bottema (Bovenknijpe (gemeente Schoterland) 4 maart 1882 – op zee omgekomen 21 juni 1940) was een Nederlandse beeldend kunstenaar.

## Leven en werk
Bottema werd in 1882 geboren als zoon van de boer Johannes Bottema en Tjitske de Vries. Hij werd opgeleid aan de kunstnijverheidsschool Quellinus te Amsterdam. Van 1901 tot 1904 volgde hij de opleiding aan de Rijksakademie van beeldende kunsten te Amsterdam. Hij was een leerling van August Allebé, Georg Sturm en Nicolaas van der Waay. Ook kreeg hij les aan de Academie van Antwerpen. Bottema was als beeldend kunstenaar werkzaam in diverse plaatsen in Friesland en buiten Friesland in het Noord-Hollandse Laren en in Amsterdam. In het buitenland was hij onder andere werkzaam in België, Duitsland, Engeland, Frankrijk en Italië.
Bottema was onder andere tekenaar, schilder en grafisch ontwerper. Hij vervaardigde bijvoorbeeld prenten voor het politiek-satirische tijdschrift De Notenkraker.
Bottema overleed op 21 juni 1940 toen het vrachtschip de Berenice in het Kanaal werd getorpedeerd door een Duitse duikboot. Aan boord van het schip bevond zich ook een aantal passagiers, onder wie de dichter Hendrik Marsman en diens echtgenote.
Hij was de broer van de eveneens bekende kunstenaar Tjeerd Bottema.
- Biografisch Portaal: 34897971
- Digitale Bibliotheek voor de Nederlandse Letteren: bott021
- Gemeinsame Normdatei: 13162296X
- International Standard Name Identifier: 0000 0000 1965 8620
- Library of Congress Control Number: n2015012933
- Nederlandse Thesaurus van Auteursnamen: 071317910
- RKD-Nederlands Instituut voor Kunstgeschiedenis: 11271
- Système universitaire de documentation: 22123375X
- Virtual International Authority File: 62686371
- WorldCat: E39PBJhRFpvBw3g37FVFMmgBT3